# Пам'ятний знак на честь створення першого комп'ютера (Київ)
Пам'ятний знак на честь створення першого комп'ютера — пам'ятний знак, на честь створення першої в континентальній Європі електронно-обчислювальної машини МИР-1 Інститутом кібернетики Академії наук України.